# Rosa Roig
Rosa Roig y Soler (Marçà, El Priorato, 1890 - Barcelona, 1969) fue una maestra y feminista española.

## Biografía
Inició estudios de maestra de escuela y en 1910 completó los de grado superior en la Escuela de Estudios Superiores de Magisterio de Madrid, siguiendo el modelo pedagógico krausista de la Institución Libre de Enseñanza. En 1914, inaugurada la Escuela Normal de Maestras de Palma, se incorporó a dicho centro laico y en el marco de la coeducación.
Además de su labor docente, publicó artículos de divulgación científica y de temas de actualidad en la prensa mallorquina e impartió conferencias, y defendió el pacifismo como un valor femenino que las mujeres tenían que aportar en la educación y en la política. En mayo de 1919 presentó y apoyó en la prensa mallorquina la Federación Internacional Femenina, dirigida por Celsia Regis. Desempeñando su labor dentro del conjunto de maestras de la Segunda República, el estallido de la Guerra Civil Española promovida por el gobierno golpista, la llevaría a sufrir dos consejos de guerra y la consecuente depuración dictada por la correspondiente Comisión Superior Dictaminadora de Expedientes de Depuración, que declaró «la pérdida de los haberes que no hubiera percibido e inhabilitación para desempeñar su profesión o acceder a cargos directivos y de confianza». 
A pesar de ello, tras unos años de exilio en Castellón, Rosa Roig continuó dando clases en una escuela Normal femenina de Barcelona hasta su jubilación, en 1960.